# Fondo Europeo de Estabilidad Financiera

Logotipo del Fondo Europeo de Estabilidad Financiera

El Fondo Europeo de Estabilidad Financiera (FEEF), (en inglés European Financial Stability Facility, abreviado EFSF), fue una entidad jurídica especial aprobada por los 28 Estados miembros de la Unión Europea el 9 de mayo de 2010, cuyo principal objetivo es preservar la estabilidad financiera en Europa a través del ofrecimiento de ayuda financiera a estados de la zona del euro que se hallen en una situación de crisis económica. El Fondo tiene su sede en la ciudad de Luxemburgo, y el Banco Europeo de Inversiones ofrece servicios de gestión de la tesorería y apoyo administrativo a través de un contrato a nivel servicio.
Este plan de rescate europeo fue aprobado en medio de la crisis del euro, que afectó a los países de la eurozona entre 2009 y 2016. El alemán Klaus Regling fue nombrado primer presidente de la entidad en julio de 2010.
El FEEF está autorizado a pedir prestado hasta € 440.000 millones, de los cuales, € 250.000 millones quedaron disponibles después del rescate de Irlanda y Portugal. Una entidad separada, el Mecanismo Europeo de Estabilidad Financiera (MEEF), dependiente de la Comisión Europea y con cargo al presupuesto de la Unión Europea como garantía, tiene la autoridad para recaudar hasta € 60 mil millones.

## Función
El FEEF puede emitir bonos u otros instrumentos de deuda en el mercado con el apoyo de la Oficina Alemana de Gestión de Deuda para recaudar fondos necesarios para proporcionar préstamos a los países de la zona euro en problemas financieros, la recapitalización de bancos o comprar deuda soberana. Las emisiones de bonos están respaldados por garantías otorgadas por los Estados miembros de la zona euro.
El FEEF se puede combinar con préstamos de hasta € 60 mil millones del Mecanismo Europeo de Estabilidad Financiera (MEEF) y hasta € 250 mil millones del Fondo Monetario Internacional (FMI) para obtener una seguridad financiera de hasta € 750 mil millones.
Si no se realizan operaciones financieras el MEDE cerraría después de tres años, el 30 de junio de 2013. Sin embargo, el fondo de rescate fue activado en 2011 para prestar dinero a Irlanda y Portugal, el Fondo existirá hasta que su última obligación haya sido reembolsada en su totalidad.

## Préstamos
El Fondo solo puede actuar después de que...
1º se haga una solicitud de asistencia por un estado miembro de la zona euro...
2º se haya negociado con la Comisión Europea y el FMI un programa para el país...
3º dicho programa haya sido unánimemente aceptado por el Eurogrupo (ministros de finanzas de la zona euro)...
4º se haya firmado un memorando de entendimiento...
Solo se producirá el préstamo cuando el país no pueda reunir fondos en los mercados a tasas aceptables.
Si hay una petición de un Estado miembro de la zona del euro de ayuda financiera, tardará de tres a cuatro semanas para elaborar un programa de apoyo incluyendo el envío de expertos de la conocida como Troika (Comisión europea, el FMI y el BCE) para el país en crisis. Una vez que el Eurogrupo ha aprobado el programa nacional, el FEEF necesitaría varios días laborales para recaudar los fondos necesarios y desembolsar el préstamo.